# Florida Oeste
Florida Oeste es una localidad del partido de Vicente López situado en la provincia de Buenos Aires, Argentina, en el denominado Gran Buenos Aires. Se encuentra a 17 km al norte de la Ciudad de Buenos Aires.
Limita con las localidades de Munro al norte, San Martín al oeste, y Villa Martelli al sur y Florida al este. Según la ordenanza n° 36198 de octubre de 2018, se establece como fecha aniversario del barrio de Florida Oeste, el día 30 de diciembre.

## Geografía

### Ubicación
Sus límites esta determinados por las calles Acceso Norte (Panamericana), Carlos Francisco Melo, Avenida de los Constituyentes y Antonio Malaver.

### Límites
- al norte con el barrio de Munro
- al este con el barrio de Florida
- al oeste con las localidades de Villa Concepción y Villa Maipú, pertenecientes al municipio de San Martín
- al sureste con el barrio de Villa Martelli

Administrativamente, el partido de Vicente López no tiene localidades, ya que por ley 4760 del 14 de septiembre de 1939 todo el partido fue declarado ciudad, por lo que consta de barrios. Estos son: Olivos (que fue cabecera hasta 1939), Florida, Florida Oeste, Munro, Vicente López, Villa Martelli, Carapachay, La Lucila y Villa Adelina.

### Sismicidad
La región responde a la «subfalla del río Paraná», y a la «subfalla del río de la Plata», con sismicidad baja; y su última expresión se produjo el 5 de junio de 1888 (137 años) (de silencio sísmico), a las 3.20 UTC-3, con una magnitud probable, de 5,0 en la escala de Richter (terremoto del Río de la Plata de 1888).
- Tormentas severas periódicas
- Baja sismicidad, con silencio sísmico de 137 años

## Historia
En 1907, el Ferrocarril Central Córdoba atravesó con un nuevo tendido de vías las tierras de Florida. La estación primero fue un paraje sin nombre, al que se lo llamó La Trocha y más tarde pasó a ser llamado Parada Agüero. En 1913, la empresa Narciso Agüero & Cía. obtuvo la concesión para empedrar la Avenida General San Martín. La empresa instaló un obrador cerca de la estación con un enorme cartel. Debido a este gran cartel es que se llamaba a la estación Parada Agüero. En 1920 la antigua parada fue reemplazada por un edificio de material y nuevos galpones. Recibió así la categoría de estación y por pedido de los vecinos el nombre de Florida.

### Urbanización
Muchas familias instalaron comercios, tiendas, ferreterías, almacenes, despachos de carne y bebidas. Vendían a los quinteros de la zona y a los obreros del ferrocarril. Así se fue poblando la localidad. El creciente desarrollo hizo necesarios nuevos medios de transporte. En 1922 aparecieron los ómnibus de la empresa Fano y en 1925 las “cafeteras” de los hermanos Boraso. Ese año hubo nuevos loteos y con la mayor urbanización surgieron los clubes: En 1921 se fundó el American Football Club, que sentó las bases del Florida Football club (1934). En 1929 se formó el Club Unión Florida y la Asociación de Fomento Vecinal que al unirse con el Florida Football forman el Florida Club. Desde los años 30 se instalan establecimientos fabriles, algunos muy importantes como Casa Editora Sudamericana, La fábrica Textil, La Hidrófila, Editorial Abril, 3M y Refinerías de Maíz, etc.

### Cronología
- 1904 Se crea la editorial y gráfica Casa Editora Sudamericana.
- 1908 Se crea la Escuela Nro. 5 Mariano Moreno.
- 1912 Se inaugura la parada Agüero (actual estación Florida del Ferrocarril Belgrano Norte)
- 1926 Se crea la Escuela Nro. 14 José Mármol.
- 1938 Se radica la Empresa Granix, productora de alimentos naturales a base de cereales.
- 1944 Se funda la Maternidad Santa Rosa.
- 1948 Se funda la Escuela de Educación Técnica Nro. 4 Martín Miguel Güemes.
- 1956 Se crea la Escuela Nro. 33 Lucas Azcuaga.
- 1957 Se edifica la Parroquia Martín Lútero.
- 1963 Se erige la Parroquia Santa María Magdalena.
- 1983 se funda el grupo scout Santa Maria Magdalena
- 1987 Se funda la Residencia para Adultos Mayores Del Buen Aire
- 2007 El Rotary Club de Florida Oeste recibe su carta constitutiva.
- 2013 Se inaugura la Unidad de Respuesta Inmediata Ramón Carrillo.
- 2015 Se abre el edificio del Comando Central de la Policía de Vicente López.

## Salud

### Hospital y Maternidad Santa Rosa
Fundado el 23 de octubre de 1944, es el segundo centro de salud más importante del partido. Fue concebido originalmente como una Maternidad, que concentraría los servicios de obstetricia brindados hasta ese entonces en el Hospital Houssay. En el paso de los años se sucedieron numerosas ampliaciones que lo llevaron a convertirse en un referente zonal en las áreas de neonatología y pediatría.

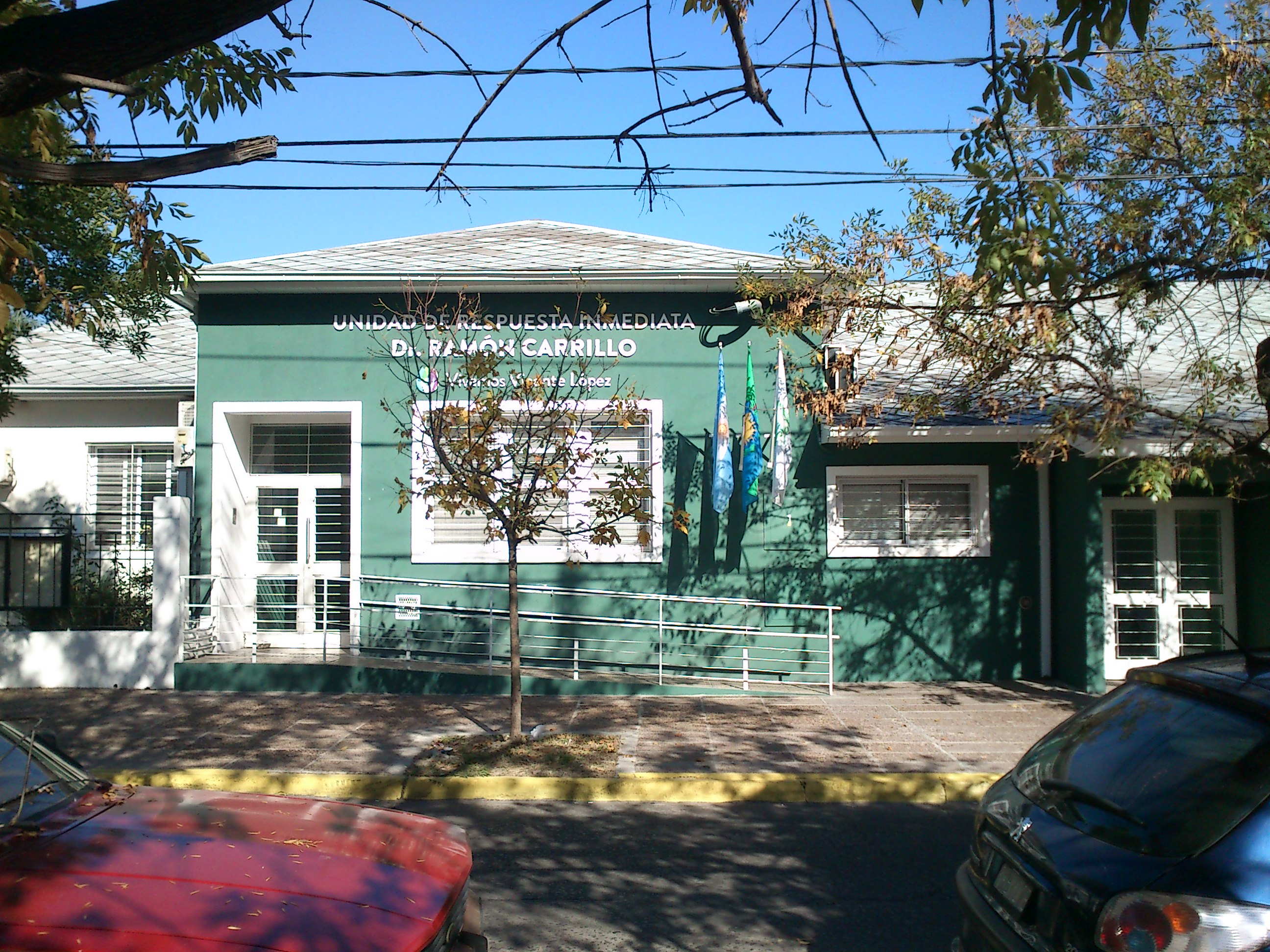
Fachada de la URI.

### Unidad de Respuesta Inmediata Ramón Carrillo
La URI, inaugurada el 12 de julio de 2013, fue presentada como un nuevo concepto en lo referente a la salud pública. El centro cuenta con consultorios externos y posee la capacidad de responder ante emergencias y derivar a los centros mayores de salud tales como el Hospital Houssay o el Santa Rosa si el caso lo amerita. 
Los consultorios brindan un amplio abanico de servicios como odontología clínica, pediatría, ginecología, cirugía, cardiología, traumatología y salud mental.

## Seguridad
Desde febrero de 2015, se encuentra en el barrio el Comando Central de la Policía de Vicente López. Sus funciones comprenden la formación y capacitación de oficiales como Academia de Policía Local y a su vez reúne distintas áreas de la Policía Bonaerense como la Departamental de Investigaciones, Asuntos Internos y las dependencias contra el Narcotráfico.
La capacitación de los futuros agentes está a cargo del Instituto Superior de Seguridad Pública de la Policía Metropolitana de la Ciudad de Buenos Aires.

## Colectivos
21 41 67 93 130
161 314

## Medios de Comunicación locales
Hay muchos medios de información que cubren el distrito y sus barrios, entre ellos, Para Todos: www.periodicoparatodos.com.ar; Infoban: www.infoban.com.ar; y El Comercio On Line: www.elcomercioonline.com.ar.